# Nöbden
Nöbden ist ein Ortsteil von Schmölln im Landkreis Altenburger Land in Thüringen. Er gehörte bis zum 31. Dezember 2018 zur Gemeinde Altkirchen. Heute ist der Ort unbewohnt und besteht nur noch aus sechs Ställen.

## Lage
Der Weiler befindet sich im Altenburg-Zeitzer Lösshügelland auf fruchtbaren Boden. Er liegt zwischen Altkirchen im Westen und Röthenitz im Osten im Tal der Blauen Flut.

## Geschichte
Am 24. September 1140 wurde der Weiler erstmals urkundlich als Nebedim erwähnt. Im Jahr 1445 wurden eine Pfarre und ein Anspanngut erwähnt. Nöbden gehörte zum wettinischen Amt Altenburg, welches ab dem 16. Jahrhundert aufgrund mehrerer Teilungen im Lauf seines Bestehens unter der Hoheit folgender Ernestinischer Herzogtümer stand: Herzogtum Sachsen (1554 bis 1572), Herzogtum Sachsen-Weimar (1572 bis 1603), Herzogtum Sachsen-Altenburg (1603 bis 1672), Herzogtum Sachsen-Gotha-Altenburg (1672 bis 1826). Bei der Neuordnung der Ernestinischen Herzogtümer im Jahr 1826 kam der Ort wiederum zum Herzogtum Sachsen-Altenburg.
Bereits im 19. Jahrhundert gehörte Nöbden zu Röthenitz. Nach der Verwaltungsreform im Herzogtum gehörte der Weiler bezüglich der Verwaltung zum Ostkreis (bis 1900) bzw. zum Landratsamt Ronneburg (ab 1900). Das Dorf gehörte ab 1918 zum Freistaat Sachsen-Altenburg, der 1920 im Land Thüringen aufging. 1922 kam es zum Landkreis Altenburg.
Bei der zweiten Kreisreform in der DDR wurden 1952 die bestehenden Länder aufgelöst und die Landkreise neu zugeschnitten. Somit kam Nöbden als Gemeindeteil von Röthenitz mit dem Kreis Schmölln an den Bezirk Leipzig; jener gehörte seit 1990 als Landkreis Schmölln zu Thüringen und ging bei der thüringischen Kreisreform 1994 im Landkreis Altenburger Land auf. Mit der Eingliederung der Gemeinde Röthenitz in die Gemeinde Altkirchen wurde Nöbden am 5. August 1961 ein Ortsteil von Altkirchen. Im Jahr 1973 bestanden noch zwei Höfe, mittlerweile ist der Ort unbewohnt. Mit der Eingliederung der Gemeinde Altkirchen in die Stadt Schmölln gehört der Weiler seit dem 1. Januar 2019 zur Stadt Schmölln.

## Wirtschaft
In Nöbden befindet sich ein Betriebsteil der Agrargenossenschaft Altenburger Land Dobitschen e.G. mit einer Milchviehanlage.